# متابولیسم
سوخت‌وساز، دِگَرگشت یا مِتابولیسم (به انگلیسی: Metabolism)، مجموعهٔ تغییرهای ترکیبی و تخریبی در موجودات زنده است. دگرگشت مجموعه‌ای از تحولات شیمیایی زندگی پایدار در سلول‌های سازواره‌های زنده است. آنزیم‌هایی که واکنش‌ها را کاتالیز می‌کنند، به سازواره‌ها (ارگانیسم‌ها) اجازه رشد و تولیدمثل، حفظ ساختار، و پاسخ به محیط خود را می‌دهند. کلمه دگرگشت به تمام واکنش‌های شیمیایی که در ارگانیسم زنده اتفاق می‌افتد نیز اشاره دارد، از جمله گوارش و انتقال مواد به داخل و بین سلول‌های مختلف، که در این صورت مجموعه واکنش‌های درون سلول‌ها، دگرگشت واسطه‌ای یا دگرگشت متوسط نامیده می‌شود.
متابولیسم معمولاً به دو دسته تقسیم می‌شود. فروگشت (کاتابولیسم) که باعث شکسته شدن مواد و تولید انرژی به وسیله تنفس سلولی می‌شود، و فراگشت (آنابولیسم) که برای ساخت اجزای سلول از جمله پروتئین‌ها و اسید نوکلئیک از انرژی استفاده می‌کند.
واکنش‌های شیمیایی متابولیسم در چند مسیر سوخت‌وساز سازماندهی می‌شوند و طی آن‌ها یک ماده شیمیایی توسط دنباله‌ای از آنزیم‌ها در طول مجموعه‌ای از مرحله‌ها به ماده شیمیایی دیگر تبدیل می‌شود. آنزیم‌ها برای متابولیسم ضروری هستند زیرا با اتصال به فرایندهایی که انرژی آزاد می‌کنند به ارگانیسم اجازه می‌دهند تا انرژی لازم برای واکنش‌های مطلوب را فراهم کنند. آنزیم‌ها به‌عنوان کاتالیز باعث می‌شوند تا واکنش‌ها با سرعت بیشتری عمل کنند. آنزیم‌ها به نظریه کنترل مسیرهای متابولیکی در پاسخ به تغییرات در محیط سلول، یا پیام‌رسانی سلولی از سلول‌های دیگر نیز اجازه می‌دهند.
سیستم متابولیسم یک ارگانیسم تعیین می‌کند که کدام ماده سم و کدام ماده برای تغذیه (ماده مغذی) است. به عنوان نمونه، بعضی پروکاریوت‌ها از سولفید هیدروژن به عنوان ماده مغذی استفاده می‌کنند، در حالی که این گاز برای جانوران سمی است. سرعت متابولیسم، میزان سوخت‌وساز پایه (BMR)، بر مقدار مواد غذایی لازم برای ارگانیسم و همچنین توانایی آن در به‌دست‌آوردن غذا تأثیر دارد.
یکی از ویژگی‌های قابل توجه متابولیسم، شباهت آن به مسیرهای سوخت‌وساز پایه و اجزای بین گونه‌های بسیار متفاوت است. به عنوان مثال، مجموعه‌ای از کربوکسیلیک اسیدها که به عنوان حدواسط در چرخه اسید سیتریک شناخته می‌شوند در تمام موجودات زنده شناخته‌شده وجود دارند، در گونه‌هایی از باکتری تک سلولی اشریشیا کلی (E. coli) و پرسلولی‌های عظیم مثل فیل‌ها یافت می‌شوند. این شباهت قابل توجه در مسیرهای سوخت و ساز احتمالاً به دلیل شباهت اولیه آن‌ها در تاریخ فرگشتی حیات و حفظ اثربخشی آن است.
به‌طور خلاصه می‌توان گفت: متابولیسم، روندهای شیمیایی هستند که ادامهٔ زندگی را برای سلول‌ها امکان‌پذیر می‌سازد.

## واژه شناسی
متابولیسم فراواژگان آنابولیسم و کاتابولیسم است. در زبان یونانی باستان، άνω به معنای بالا، κάτω به معنای پایین و βολή به معنای رسیدن است. 

## زیست‌شیمی کلیدی
بیشتر ساختارهایی که جانوران، گیاهان و میکروب‌ها را تشکیل می‌دهند از سه دسته اساسی مولکول‌ها تشکیل شده‌اند: آمینواسیدها، کربوهیدرات‌ها و لیپیدها (اغلب چربی‌ها نامیده می‌شوند). همان‌طور که این مولکول‌ها برای زندگی اساسی هستند، واکنش‌های متابولیکی روی ساخت این مولکول‌ها در ساخت و ساز یاخته‌ها و بافت‌ها، یا شکستن آن‌ها و استفاده از آن‌ها به عنوان منبع انرژی به وسیله هضم آن‌ها تمرکز دارند. این واکنش‌ها می‌توانند برای ساخت چند پلیمر از جمله دی‌ان‌ای و پروتئین‌ها، درشت‌مولکول‌هایی که برای زندگی اساسی هستند، به یکدیگر متصل می‌شوند.
| نوع مولکول   | نام شکل تکپار | نام شکل بسپار                                  | نمونه‌هایی از اشکال بسپار           |
| ------------ | ------------- | ---------------------------------------------- | ---------------------------------- |
| آمینو اسیدها | آمینو اسیدها  | پروتئین‌ها (همچنین پلی پپتید نیز نامیده می‌شوند) | پروتئین‌های فیبری و پروتئین‌های کروی |
| کربوهیدرات‌ها | تک‌قندی        | چندقندی                                        | نشاسته، گلیکوژن و سلولز            |
| اسید نوکلئیک | نوکلئوتید     | چند نوکلئوتیدها                                | دی‌ان‌ای و آران‌ای                    |

### آمینو اسیدها و پروتئین‌ها
پروتئین‌ها از اتصال زنجیره‌ای خطی آمینواسیدها که با پیوند پپتیدی به هم متصل هستند تشکیل شده‌اند. بسیاری از پروتئین‌ها آنزیم‌هایی هستند که کاتالیزگر واکنش‌های شیمیایی در متابولیسم می‌باشند. دیگر پروتئین‌ها عملکرد ساختاری یا مکانیکی دارند، از جمله آن‌هایی که به شکل اسکلت سلولی، سامانه داربست هستند که شکل سلول را حفظ می‌کنند. پروتئین‌ها همچنین در پیام‌رسانی سلولی، پادتن‌ها، چسبندگی سلولی، انتقال فعال سلولی در سراسر غشا و چرخه سلولی نقش دارند. آمینو اسیدها نیز با ارائه یک منبع کربن برای چرخه اسید سیتریک (چرخه تری‌کربوکسیلیک اسید) در متابولیسم انرژی سلولی دخالت دارند، به‌ویژه زمانی که منبع اولیه انرژی مثل گلوکز کمیاب بوده یا زمانی که سلول تحت تأثیر فشار سوخت‌وساز است.

### لیپیدها
لیپیدها گروهی با بیشترین تنوع زیست‌شیمیایی هستند. استفاده اساسی آن‌ها در ساختار غشاهای زیستی داخلی و خارجی می‌باشد، مانند پوسته سلول یا به عنوان منبع انرژی استفاده می‌شوند. لیپیدها معمولاً به عنوان ماده آب‌گریز یا آمفی‌پاتیک مولکول‌های بیولوژیکی تعریف می‌شوند اما در حلال‌های آلی از جمله بنزن و کلروفرم حل می‌شوند. چربی‌ها گروه بزرگی از ترکیبات هستند که از اسید چرب و گلیسیرول تشکیل شده‌اند؛ یک مولکول گلیسرول به سه استر اسید چرب متصل شده و تری‌گلیسرید نامیده می‌شود.

### کربوهیدرات‌ها
کربوهیدرات‌ها آلدهیدها یا کتون‌هایی با اتصال گروه هیدروکسیل هستند که به صورت زنجیره‌های مستقیم یا حلقه‌ای وجود دارند. کربوهیدرات‌ها فراوان‌ترین مولکول‌های زیستی هستند و نقش‌های متعددی از جمله ذخیره و انتقال انرژی (نشاسته، گلیکوژن) و ترکیبات ساختاری (سلولوز در گیاهان، کیتین در جانوران) دارند. واحد اصلی کربوهیدرات‌ها تک‌قندی‌ها هستند و شامل گالاکتوز، فروکتوز و از همه مهم‌تر گلوکز می‌باشند. تک‌قندی‌ها با روش‌های نامحدودی می‌توانند با هم پیوند یافته و چندقندی‌ها را تشکیل دهند.

### نوکلئوتیدها
دو اسیدنوکلوئیک دی‌ان‌ای و آران‌ای پلیمرهای نوکلئوتیدها هستند، هر نوکلئوتید از یک گروه فسفات متشکل از یک گروه قند ریبوز با یک پایه نیتروژنی تشکیل شده‌است. اسیدهای نوکلئیک برای ذخیره‌سازی و استفاده از اطلاعات ژنتیکی مهم هستند و در طول فرایندهای رونویسی و زیست‌ساخت پروتئین بیان می‌شوند. این اطلاعات توسط مکانیسم‌های بازسازی دی‌ان‌ای محافظت و توسط همانندسازی گسترش می‌یابند. بیشتر ویروس‌ها ژنوم آران‌ای دارند، به عنوان مثال اچ‌آی‌وی، از روش رونویسی معکوس برای تشکیل الگو دی‌ان‌ای از ژنوم آران‌ای ویروسی استفاده می‌کند. آران‌ای در ریبوزیم‌ها به عنوان پیرایشگر بوده و در ریبوزوم‌ها مشابه آنزیم‌هایی هستند که می‌توانند واکنش‌های شیمیایی را کاتالیز کنند. نوکلئوزیدهای منحصر به فرد توسط اتصال باز نوکلئوتیدی با یک قند ریبوز تشکیل می‌شوند. این بازهای حلقه هتروسیکلی حاوی نیتروژن، به نام پورین‌ها یا پریمیدین‌ها دسته‌بندی می‌شوند. نوکلئوتیدها به عنوان کوآنزیم در واکنش‌های انتقال گروه دگرگشتی نیز عمل می‌کنند.

### کوآنزیم‌ها
سوخت و ساز شامل آرایه وسیعی از واکنش‌های شیمیایی است، اما اغلب در چند نوع اساسی از واکنش‌ها که شامل انتقال گروه‌های عاملی از اتم‌ها و پیوندهای بین آن‌ها در درون مولکول‌ها قرار می‌گیرند. این شیمی مشترک به سلول‌ها اجازه می‌دهد تا از مجموعه کوچکی از واسطه‌های شیمیایی برای حمل گروه‌های شیمیایی بین واکنش‌های مختلف استفاده کنند. این واسطه‌های انتقال گروهی را کوآنزیم می‌نامند. هر دسته از واکنش‌های انتقال گروهی توسط کوآنزیم مخصوص انجام می‌شوند، که برای مجموعه‌ای از آنزیم‌هایی که آن‌ها را تولید کرده‌اند، و مجموعه‌ای از آنزیم‌هایی که آن‌ها را مصرف می‌کنند پیش ماده هستند. این کوآنزیم‌ها به‌طور مداوم تولید، مصرف و بازیافت می‌شوند.
یکی از کوآنزیم‌های مرکزی آدنوزین تری‌فسفات (ATP) می‌باشد، که انرژی همگانی را در سلول‌ها انتشار می‌دهد. این نوکلئوتید از انرژی شیمیایی انتقال بین واکنش‌های شیمیایی مختلف استفاده می‌کند. تنها مقدار کمی از ATP در سلول‌ها وجود دارد، اما به‌طور مداوم بازسازی می‌شود، بدن انسان می‌تواند در حدود وزن خود ATP در روز مصرف کند. ATP به عنوان پلی بین کاتابولیسم و آنابولیسم عمل می‌کند. کاتابولیسم مولکول‌ها را شکسته و آنابولیسم آن‌ها را به هم متصل می‌کند. واکنش‌های کاتابولیسم ATP را تولید و واکنش‌های آنابولیسم آن را مصرف می‌کنند. این ماده همچنین به عنوان یک حامل از گروه‌های فسفاتی در واکنش‌های فسفرگیری عمل می‌کند.

### مواد معدنی و کوفاکتورها
عناصر معدنی نقش مهمی را در سوخت‌وساز بازی می‌کنند؛ بعضی‌ها فراوان هستند (مثل سدیم و پتاسیم) در حالی که بعضی دیگر به صورت غلظت در دقیقه عمل می‌کنند. حدود ۹۹٪ از جرم پستانداران از عناصر کربن، نیتروژن، کلسیم، سدیم، کلر، پتاسیم، هیدروژن، فسفر، اکسیژن و گوگرد تشکیل شده‌است. ترکیبات آلی (پروتئین‌ها، لیپیدها و کربوهیدرات‌ها) اکثراً از کربن و نیتروژن تشکیل یافته‌اند، اکسیژن و هیدروژن در حال حاضر به عنوان آب وجود دارند.
عناصر معدنی به عنوان الکترولیت‌های یونی عمل می‌کنند. مهم‌ترین یون‌ها سدیم، پتاسیم، کلسیم، منیزیم، کلر، فسفات و یون آلی بی‌کربنات هستند. ابقا دقیق شیب یونی در طول پوسته یاخته، فشار اسمزی و پی‌اچ را حفظ می‌کند. همچنین یون‌ها برای عملکرد اعصاب و ماهیچه‌ها مهم هستند. الکترولیت‌ها از طریق پروتئین‌های غشا سلولی به نام کانال‌های یونی به سلول وارد یا از آن خارج می‌شوند. به عنوان مثال، انقباض عضله به حرکت کلسیم، سدیم و پتاسیم از طریق کانال‌های یونی و لوله تی بستگی دارد.
فلزهای واسطه با روی و آهن که فراوان‌ترین آن‌ها هستند، در حال حاضر به عنوان عنصر ردیابی در ارگانیسم‌ها وجود دارند. این فلزات در بعضی از پروتئین‌ها به عنوان کوفاکتور استفاده می‌شوند و برای فعالیت‌های آنزیم‌ها از جمله کاتالاز و پروتئین‌های حمل‌کننده اکسیژن مثل هموگلوبین اساسی هستند. کوفاکتورهای فلزی با اتصال سختی به بخش‌های خاصی از پروتئین‌ها متصل هستند؛ اگرچه کوفاکتورهای آنزیمی می‌توانند در طول تجزیه اصلاح شوند، آن‌ها همیشه در پایان واکنش کاتالیز به حالت اولیه خود بازمی‌گردند.

## فروگشت
در مرحله کاتابولیسم، مولکول‌های ترکیب آلی مواد غذایی (کربوهیدرات‌ها، چربی‌ها و پروتئین‌ها) درون یاخته خورد می‌شوند. مسیرهای فروگشت انرژی آزاد می‌کنند؛ برخی به صورت ذخیره شده در آدنوزین تری‌فسفات و برخی به صورت ناقلین الکترون کاهش یافته مانند NADH، NADPH و FADH2 و انرژی باقی مانده به صورت گرما آزاد می‌شود.
هدف واکنش‌های کاتابولیک ارائه انرژی و اجزا مورد نیاز برای واکنش‌های آنابولیک است. ماهیت دقیق این واکنش‌های کاتابولیک از ارگانیسم به ارگانیسم دیگر متفاوت است و ارگانیسم‌ها می‌توانند بر اساس منبع انرژی و کربن دسته‌بندی شوند (گروه‌های مواد مغذی اولیه)، همان‌طور که در جدول زیر نشان داده شده‌است. مولکول‌های آلی به عنوان منبع انرژی توسط ارگانوتروف‌ها استفاده می‌شوند، درحالی‌که لیتوتروف‌ها از مواد معدنی استفاده کرده و فتوتروف‌ها نور خورشید را به عنوان انرژی شیمیایی به دام می‌اندازند. هر چند، تمام روش‌های مختلف دگرگشتی به واکنش‌های اکسایش-کاهش بستگی دارند که شامل انتقال الکترون از مولکول‌های کاهش‌دهنده مثل ترکیب‌های آلی، آب، آمونیاک، سولفید هیدروژن یا یون‌های آهنی به مولکول‌های پذیرنده مثل اکسیژن، نیترات یا سولفات هستند. در جانوران این واکنش‌ها شامل ترکیبات آلی پیچیده هستند که به مولکول‌های ساده‌تر می‌شکنند، مثل کربن دی‌اکسید و آب. در ارگانیسم‌های فتوسنتز کننده مثل گیاهان و سیانوباکتری‌ها، این واکنش‌های انتقال دهنده الکترون انرژی را آزاد نمی‌کنند، اما به عنوان یک روش ذخیره‌سازی انرژی جذب شده از نور خورشید استفاده می‌شوند.
| منبع انرژی    | نور خورشید                 | فوتو- |         |       | -تروف |
| منبع انرژی    | مولکول‌های تشکیل شده از قبل | کمو-  |         |       | -تروف |
| دهنده الکترون | ترکیب آلی                  |       | ارگانو- |       | -تروف |
| دهنده الکترون | ترکیب معدنی                | لیتو- |         |       | -تروف |
| منبع کربن     | ترکیب آلی                  |       |         | هترو- | -تروف |
| منبع کربن     | ترکیب معدنی                | اتو-  |         |       | -تروف |

مجموعه‌ای از شایع‌ترین واکنش‌های کاتابولیک در جانوران را می‌توان به سه مرحله اصلی تقسیم کرد. ابتدا، مولکول‌های آلی مثل پروتئین‌ها، پلی ساکاریدها یا لیپیدها در خارج از سلول به قطعات کوچکتر خود تبدیل می‌شوند. سپس، این قطعات کوچکتر توسط سلول برداشته شده و به قطعات کوچکتر تبدیل می‌شوند، معمولاً، استیل-کوآ (acetyl-CoA)، و مقداری انرژی آزاد می‌کنند. در نهایت، گروه استیل موجود در کوآ در چرخه اسید سیتریک و زنجیره انتقال الکترون به آب و کربن دی‌اکسید، اکسید شده و انرژی ذخیره شده توسط کاهش نیکوتین‌آمیدآدنین‌دی نوکلئوتید (NAD+) به NADH.

### هضم
درشت مولکول‌هایی مثل نشاسته، سلولز یا پروتئین‌ها نمی‌توانند به سرعت توسط سلول‌ها گرفته شوند و قبل از اینکه در متابولیسم سلولی مصرف شوند باید به واحدهای کوچکتر شکسته شوند. چندین دسته مشترک از آنزیم‌ها به این پلیمرها هضم می‌شوند. این آنزیم‌های گوارشی از جمله پروتئازها پروتئین‌ها را به آمینواسیدها تجزیه می‌کنند، همچنین گلیکوزید هیدرولازها که چندقندی‌ها را به قندهای ساده به نام تک قندی‌ها تجزیه می‌کنند.
میکروب‌ها به راحتی آنزیم‌های گوارشی را در اطراف خود ترشح می‌کنند، در حالی‌که جانوران آنزیم‌ها را از سلول‌های مخصوصی در روده خود ترشح می‌کنند. تک قندی‌ها یا قندهای آزاد شده توسط این آنزیم‌های خارج سلولی توسط پروتئین‌های انتقال فعال، درون سلول‌ها پمپ می‌شوند.

### انرژی به دست آمده از ترکیبات آلی
کاتابولیسم کربوهیدرات‌ها، کربوهیدرات‌ها را به واحدهای کوچکتر می‌شکند. کربوهیدرات‌ها معمولاً یک بار توسط سلول‌ها گرفته شده و به تک‌قندی‌ها هضم می‌شوند. در داخل، مسیر اصلی شکستن قندکافت است، جایی که قندهایی مثل گلوکز و فروکتوز به پیرووات تبدیل شده و مقداری ATP تولید می‌شود. پیرووات یک ماده واسطه‌ای در چندین مسیر متابولیکی می‌باشد، اما اکثر آن به استیل-کوآ تبدیل شده و در چرخه اسید سیتریک تغذیه می‌شود. اگرچه بیشتر ATP در چرخه اسید سیتریک تولید می‌شود، مهم‌ترین ماده تولید شده NADH است، که هنگام اکسید شدن استیل-کوآ از NAD+ ساخته می‌شود. این اکسیداسیون دی‌اکسید کربن را به عنوان یک ماده زائد تولید می‌کند. در شرایط بی هوازی، قندکافت اسید لاکتیک|لاکتات تولید می‌کند. مسیر جایگزین برای شکستن گلوکز، مسیر پنتوز فسفات می‌باشد، که کوآنزیم NADPH را کاهش می‌دهد و قندهای پنتوزی مثل ریبوز را تولید می‌کند، که جزو قندهای اسید نوکلئیک است.

## تبدیل انرژی

### فسفرگیری اکسایشی
در فسفرگیری اکسایشی، الکترون‌ها از مولکول‌های آلی موجود در زمینه‌هایی از جمله چرخه پروتوگون اسید برداشته شده و به اکسیژن انتقال یافته و انرژی آزاد شده از آن برای ساختن ATP استفاده می‌شود. این واکنش در یوکاریوت‌ها توسط مجموعه‌ای از پروتئین‌های غشای میتوکندری انجام شده و زنجیره انتقال الکترون نامیده می‌شود. در پروکاریوت‌ها، این پروتئین‌ها در غشای داخلی سلول وجود دارند. این پروتئین‌ها از انرژی آزاد شده از عبور الکترون از کاهش مولکول‌هایی نظیر NADH بر روی اکسیژن در پمپ پروتون در سرتاسر غشا استفاده می‌کنند.
پمپ‌های پروتون خارج میتوکندری واپخش پروتون را در طول غشا ایجاد کرده و یک شیب الکتروشیمیایی را تولید می‌کنند. این نیرو پروتون‌ها را از طریق آنزیم‌هایی به نام ای‌تی‌پی سنتاز به داخل میتوکندری بازمی‌گرداند. جریان پروتون‌ها چرخش زیرواحد پایه را ایجاد می‌کند و باعث فعال شدن دامنه سنتاز به تغییر شکل و فسفرگیری آدنوزین دی‌فسفات و تبدیل آن به ATP می‌شود.

### انرژی به دست آمده از ترکیبات معدنی
کمولیتوتروف یک نوع واکنش دگرگشتی است که در پروکاریوت‌هایی که برای ایجاد انرژی از اکسایش ترکیبات معدنی استفاده می‌کنند یافت می‌شود. این ارگانیسم‌ها می‌توانند از هیدروژن، کاهش ترکیبات گوگردی (از جمله، سولفید، سولفید هیدروژن و تیوسولفات)، اکسید آهن (II) یا آمونیاک به عنوان منبع کاهش نیرو استفاده کرده و انرژی را از اکسیداسیون این ترکیبات با پذیرنده‌های الکترون از جمله اکسیژن یا نیترات به دست آورند. این فرایندهای میکروبی در چرخه‌های بیوژئوشیمی جهانی از جمله آستوژنسیس، نیتریفیکاسیون و دنیتریفیکاسیون مهم بوده و برای حاصلخیزی خاک خطرناک هستند.

### انرژی به دست آمده از نور خورشید
انرژی نور خورشید توسط گیاهان، سیانو باکتری‌ها، باکتری‌های بنفش، باکتری‌های گوگردی سبز و بعضی از آغازیان به دام می‌افتد. این فرایند اغلب همراه با تبدیل دی‌اکسید کربن به ترکیبات آلی، به عنوان بخشی از فرایند فتوسنتز می‌باشد که در ادامه بحث شده‌است. انرژی به دام افتاده و سیستم‌های تثبیت کربن می‌توانند به صورت جداگانه در پروکاریوت‌ها عمل کنند، به عنوان مثال باکتری‌های بنفش و باکتری‌های گوگردی سبز می‌توانند از انرژی خورشید در هنگام جابه‌جایی بین تثبیت کربن و تخمیر ترکیبات آلی به عنوان منبع انرژی استفاده کنند.
در گیاهان، جلبک‌ها و سیانوباکتری‌ها، فتوسیستم II از انرژی نورانی برای جدا کردن الکترون از آب استفاده کرده و اکسیژن را به عنوان یک محصول زائد آزاد می‌کند. سپس الکترون‌ها به سمت مجموعه سیتوکروم ب۶اف جریان می‌یابند، که از انرژی آن‌ها برای پمپ پروتون‌ها در سراسر غشای تیلاکوئیدها در کلروپلاستها استفاده می‌کنند. این پروتون‌ها با تحریک ATPسنتاز دوباره از غشا به عقب برمی‌گردند. سپس الکترون‌ها به سمت فتوسیستم I جریان می‌یابند و می‌توانند برای کاهش کوآنزیم NADP+ برای استفاده در چرخه کالوین استفاده شوند که در ادامه بحث خواهد شد یا برای تولید بیشتر ATP بازیافت شوند.

## فراگشت
فراگشت یا آنابولیسم فرایندی سازنده در روند سوخت‌وساز بدن (دگرگشت) است که در آن انرژی صرف می‌شود تا مواد ساده‌تر مانند اسید آمینو ترکیب گردد و ترکیبات آلی پیچیده‌تر مانند زیمایه‌ها (آنزیم‌ها) و اسیدهای هسته‌ای ساخته شود. فراگشت مجموعه‌ای از فرایندهای سازنده در جایی است که انرژی آزاد شده به وسیله فروگشت برای ساختن مولکول‌های پیچیده استفاده می‌شود. به‌طور کلی، مولکول‌های پیچیده‌ای که ساختار سلولی را تشکیل می‌دهند مرحله به مرحله از پیش‌سازهای کوچک و ساده ساخته شده‌اند. فراگشت شامل سه مرحله اصلی می‌باشد. اولین مرحله، تولید پیش‌سازهایی از جمله آمینواسیدها، تک‌قندی‌ها، ایزوپرنوئیدها و نوکلئوتیدها، دومین مرحله، فعال‌سازی خود به وسیله واکنش‌هایی با استفاده از انرژی ATP، و سومین مرحله، گردآوری این پیش‌سازها و تشکیل مولکول‌های پیچیده از جمله، پروتئین‌ها، چندقندی‌ها، لیپیدها و نوکلئیک اسیدها می‌باشد.

### تثبیت کربن
فتوسنتز، سنتز کربوهیدرات‌ها از نور خورشید و کربن دی‌اکسید (CO2) می‌باشد. واکنش تثبیت کربن توسط آنزیم روبیسکو به عنوان بخشی از چرخه کالوین انجام می‌شود. یک نوع فتوسنتز در گیاهان اتفاق می‌افتد، تثبیت کربن C3، تثبیت کربن C4 و فتوسنتز CAM. کربن دی‌اکسید مسیرهای متفاوتی را در چرخه کالوین طی می‌کند، در مسیر C3 گیاهان CO2 را به‌طور مستقیم تثبیت می‌کنند، درحالی‌که در مسیر فتوسنتز C4 و CAM برای سازگاری با نور شدید خورشید و شرایط خشک، ابتدا CO2 را با دیگر مواد ترکیب می‌کنند.
در پروکاریوت‌های فتوسنتزی سازوکارهای تثبیت کربن متنوع‌تر هستند. در اینجا، کربن دی‌اکسید می‌تواند توسط چرخه کالوین، چرخه کربس یا کربوکسیلاسیون استیل کوآ تثبیت شود.

### کربوهیدرات‌ها و گلیکان‌ها
در فراگشت کربوهیدرات، اسیدهای آلی ساده به تک قندی‌هایی مثل گلوکز تبدیل شده و سپس به چندقندی‌هایی مثل نشاسته تبدیل می‌شوند. تولید گلوکز از ترکیباتی مثل پیرووات، لاکتات، گلیسرول، گلیسرات ۳ فسفات و آمینواسیدها را نوگلوکززایی می‌گویند.
چندقندی‌ها و گلیکان‌ها با اضافه شدن متوالی تک‌قندی‌ها توسط گلیکوزیل ترنسفراز ساخته می‌شوند، از واکنش، یک دهنده قند-فسفات مانند اوریدین دی‌فسفات‌گلوکز (UDP-گلوکز) به یک پذیرنده گروه هیدروکسیل چندقندی‌ها گسترش می‌یابند.

### اسیدهای چرب، ایزوپرنوئیدها و استروئیدها
اسیدهای چرب توسط سنتز اسیدهای چرب ساخته می‌شوند، با هم ترکیب شده و سپس واحدهای استیل کوآ را کاهش می‌دهند.
ترپن و ترپنوئیدها گروه بزرگی از لیپیدها شامل کاروتنوئیدها و فرمی از بزرگ‌ترین گروه تولیدات طبیعی گیاهان هستند. این ترکیبات با تجمع و اصلاح واحدهای ایزوپرن داده شده از پیش‌سازهای واکنش‌های ایزوپنتنیل پیروفسفات و دی‌متیل‌آلیل پیروفسفات ساخته می‌شوند. یک واکنش مهم که در دهنده‌های ایزوپرن فعال استفاده می‌شود بیوسنتز استروئید می‌باشد. در اینجا، واحدهای ایزوپرن به یکدیگر متصل شده و اسکوآلن را می‌سازند و سپس تا خورده و مجموعه‌ای از حلقه‌ها را برای ساختن لانواسترول تشکیل می‌دهند. لانواسترول می‌تواند به دیگر استروئیدها از جمله کلسترول و ارگوسترول تبدیل شود.

### پروتئین‌ها
اسیدهای آمینه برای ساختن پروتئین‌ها در یک زنجیره‌ای از پیوندهای پپتیدی به یکدیگر متصل می‌شوند. هر پروتئین دارای یک توالی خاص از اسید آمینه است. آمینو اسیدها می‌توانند در توالی‌های مختلفی با هم اتصال پیدا کرده و گروه عظیمی از پروتئین‌های مختلف را بسازند. اسیدهای آمینه با پیوند استری توسط مولکول آران‌ای حامل به هم متصل شده و پروتئین‌ها را تشکیل می‌دهند.

### سنتز نوکلئوتیدها و روش ساخت
نوکلئوتیدها از آمینواسیدها، دی‌اکسید کربن و اسید فرمیک در مسیری که نیاز به مقدار زیادی از انرژی دگرگشتی دارد تشکیل می‌شوند. در نتیجه، بیشتر ارگانیسم‌ها سیستم‌های کارآمدی برای مازاد نوکلئوتیدهای تشکیل شده دارند. پورین‌ها به عنوان نوکلئوزیدها ساخته می‌شوند (بازهای متصل شده به ریبوز). آدنین و گوانین از پیش‌ماده‌های نوکلئوزیدی اینوزین مونوفسفات تشکیل شده‌اند، که آن‌ها نیز از اتم‌های آمینواسیدهای گلیسین، گلوتامین و آسپارتیک اسید، همچنین فرمات منتقل شده از کوآنزیم تتراهیدروفولات سنتز شده‌اند. از طرف دیگر، پریمیدین‌ها، از باز اوروتات که از گلوتامین و آسپارتات تشکیل شده، ساخته می‌شوند.

## ترمودینامیک موجودات زنده
سازواره‌های زنده باید از قوانین ترمودینامیک پیروی کنند، این قوانین انتقال گرما و کار را توصیف می‌کند. قانون دوم ترمودینامیک بیان می‌کند که در هر سامانه بسته، مقدار آنتروپی تمایل به افزایش دارد. اگرچه پیچیدگی شگفت‌انگیز موجودات زنده متضاد این قانون را نشان می‌دهد، زندگی زمانی ممکن است که تمام موجودات در یک سامانه باز، ماده و انرژی را با محیط اطراف خود تبادل کنند. از لحاظ ترمودینامیکی، حفظ سوخت‌وساز بدن با ایجاد بی نظمی، تنظیم می‌شود.

### تعریف کالری
کالری صرفاً روشی برای اندازه‌گیری انرژی است – انرژی موجود در مواد غذایی و همچنین انرژی آزاد شده در بدن. از لحاظ فنی، ۱ کالری مقدار انرژی لازم برای افزایش حرارت ۱ گرم آب به مقدار ۱ درجهٔ سانتیگراد است. زمانی که آرام می‌نشینید در هر دقیقه ۱ کالری مصرف می‌کنید، یعنی مقدار حرارت یکسانی که یک شمع یا لامپ ۷۵ واتی آزاد می‌کند.

## تنظیم و کنترل
بیشتر سازواره‌ها در محیط‌های زندگی، همواره در حال تغییر هستند، واکنش‌های دگرگشتی باید برای مجموعه‌ای از حالت‌های درون سلول‌ها به نام هومئوستاز، تنظیم نهایی شوند. همچنین تنظیمات متابولیکی به ارگانیسم‌ها اجازه می‌دهند تا به سیگنال‌ها پاسخ داده و تعامل فعالی با محیط خود داشته باشند.
سطوح متعددی از تنظیمات متابولیکی وجود دارند. در تنظیم ذاتی، خودتنظیمی مسیر متابولیکی مسئول تغییرات در سطح لایه‌ها یا تولیدات می‌باشد. این نوع از تنظیمات اغلب شامل دگرریختاری فعالیت‌های آنزیم‌های متعدد در مسیر می‌باشد. کنترل بیرونی شامل یک سلول در سازواره پرسلولی می‌باشد که دگرگشت خود را در پاسخ به سیگنال‌های دیگر سلول‌ها تغییر می‌دهد. سپس این سیگنال‌ها توسط دومین سیستم‌های پیامرسان که اغلب شامل فسفرگیری پروتئین‌ها می‌باشد به داخل سلول منتقل می‌شوند.
یک مثال بسیار خوب در کنترل بیرونی تنظیم دگرگشت گلوکز توسط هورمون انسولین می‌باشد.

## تکامل

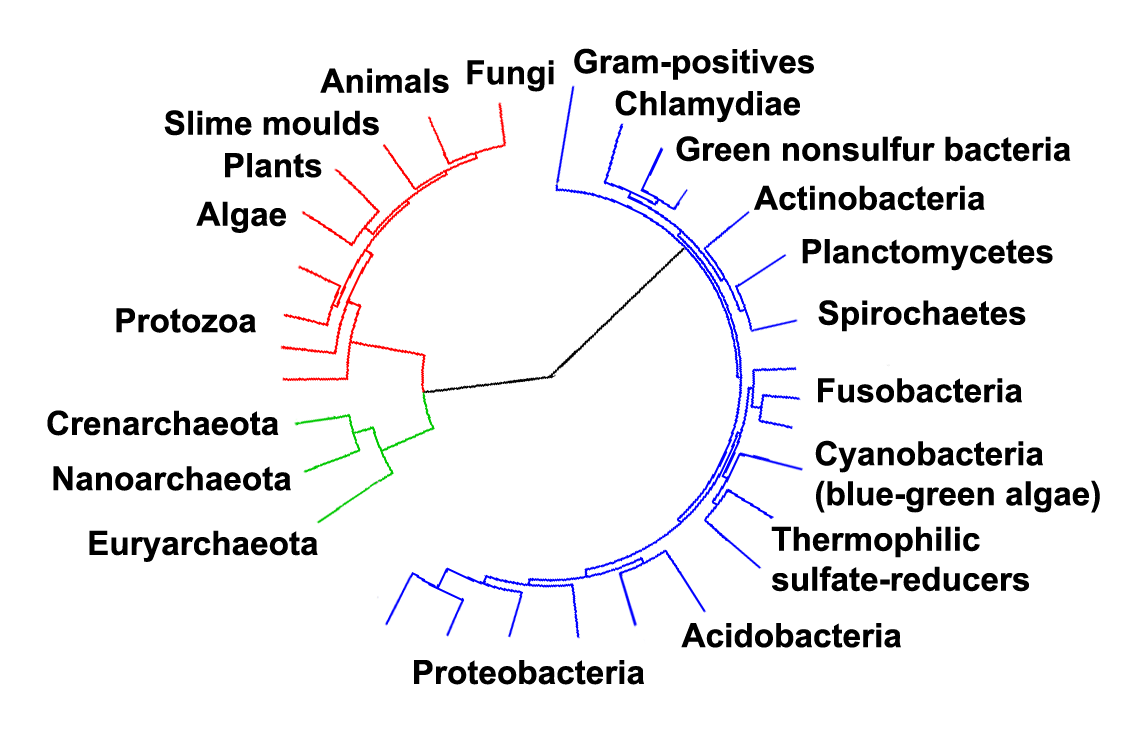
سوخت‌وساز، دِگَرگشت یا مِتابولیسم

مسیرهای اصلی دگرگشت که در بالا توضیح داده شدند، از جمله گلیکولیز و چرخه اسیدسیتریک، در حال حاضر در تمام سه دامنه موجودات زنده وجود دارند و در آخرین جد جهانی نیز حاضر بودند. این سلول‌های اجدادی جهانی، پروکاریوت و احتمالاً متانوژن بودند که متابولیسم گسترده‌ای از آمینواسید، نوکلئوتید، کربوهیدرات و لیپیدها دارند. اولین مسیرهای متابولیسم آنزیم-باز ممکن است بخشی از متابولیسم نوکلئوتید پورین باشد، درحالی‌که مسیرهای متابولیکی قبلی بخشی از دنیای آران‌ای اجدادی بودند.
علاوه بر تکامل مسیرهای متابولیکی جدید، تکامل می‌تواند باعث از دست رفتن عملکردهای متابولیک شود. به عنوان مثال، بعضی انگل‌ها فرایندهای متابولیکی را که برای زنده ماندن اساسی نیستند، از دست داده و آمینواسیدها، نوکلئوتیدها و کربوهیدرات‌ها را به جای بازمانده‌های میزبان دوباره تشکیل می‌دهند. کاهش توانایی‌های متابولیکی مشابه را می‌توان در ارگانیسم‌های اندوسیمبیوزیس دید.

## تحقیق و دست‌کاری

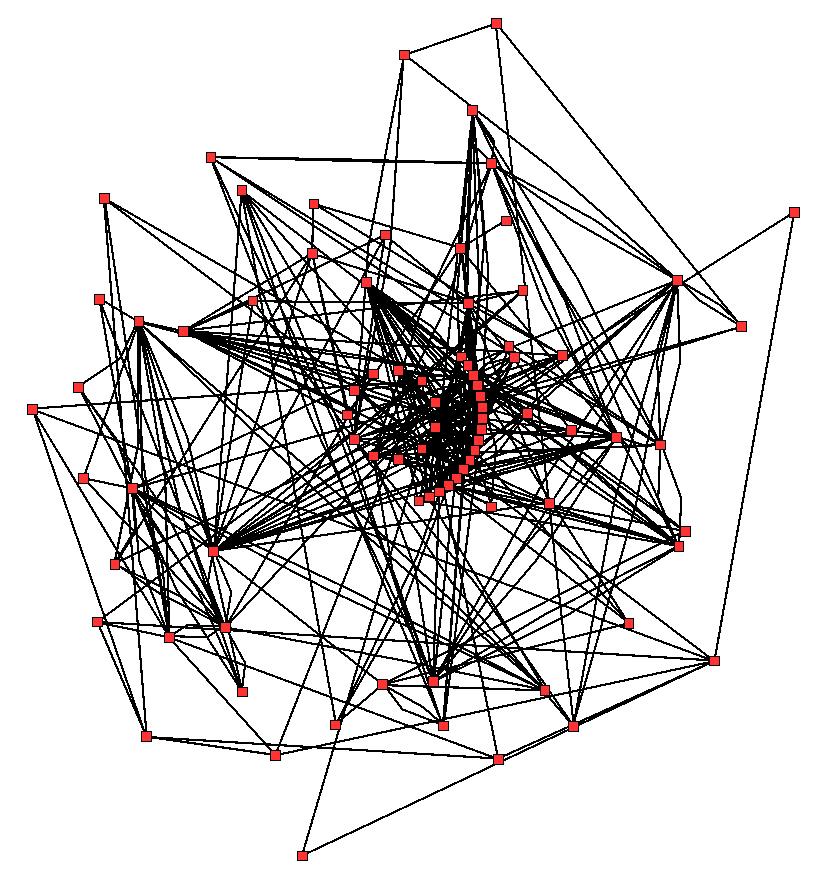

به‌طور کلاسیک، متابولیسم با یک رویکرد تقلیل‌گرایانه مورد مطالعه قرار می‌گیرد که تنها بر روی یک روش متابولیکی متمرکز است. ارزشمندترین روش استفاده از ردیاب در تمام ارگانیسم، بافت و لایه‌های سلولی است که مسیرهای پیش‌سازها را در تبدیل به محصول نهایی، با واسطه مواد رادیواکتیو نشاندار کرده و محصولات را تعریف می‌کند. آنزیم‌هایی که واکنش‌های شیمیایی را کاتالیز می‌کنند سپس می‌توانند خالص شده و سینتیک آن‌ها و پاسخ به بازدارندگی آن‌ها مورد بررسی قرار می‌گیرد.
ایده پیچیدگی شبکه‌های دگرگشتی در سلول‌ها که با هزاران آنزیم مختلف شمرده می‌شود، در شکل نشان داده شده، تعامل بین فقط ۴۳ پروتئین و ۴۰ متابولیت را نمایش می‌دهد. این مدل‌ها زمانی که مسیر و اطلاعات متابولیت به دست آمده از روش‌های کلاسیک را با اطلاعات بیان ژن از مطالعات پروتئومیک و ریزآرایه دی‌ان‌ای ادغام می‌کنند، بسیار قدرتمند هستند. استفاده از این تکنیک‌ها، یک مدل از متابولیسم انسانی در حال حاضر تولید شده‌است که کشف داروها و تحقیقات بیوشیمیایی را در آینده هدایت خواهد کرد.

## تاریخچه
اصطلاح متابولیسم از کلمه یونانی Μεταβολισμός مشتق شده‌است – «متابولیسموس» برای «تغییرات»، یا «سرنگونی». در سده سیزدهم یک پزشک مسلمان به نام ابن نفیس دریافت بدن و اجزای آن به‌طور مستمر در حال انحلال و تغذیه هستند و به ناچار، دائماً تغییر می‌کنند. اولین مرجع مستند در مورد دگرگشت توسط ابن نفیس در سال ۱۲۶۰ بعد از میلاد مسیح در مطالعه‌ای با عنوان «الرساله الکاملیه فی السیرة النبویه» نوشته شده‌است. تاریخچه مطالعه دگرگشت در محدوده چندین قرن می‌باشد و در مطالعات اخیر از آزمایش جانوران به آزمایش‌های فردی واکنش‌های دگرگشتی در زیست‌شیمی مدرن حرکت کرده‌است. اولین آزمایش‌های کنترل شده در دگرگشت انسانی توسط سانتوریو سانتوریو در سال ۱۶۱۴ در کتاب Ars de statica medicina منتشر شده‌است.
در بررسی‌های اخیر، سازوکارهای این فرایندهای دگرگشتی مشخص نشده‌است و اعتقاد به اصالت حیات به زندگی بخشیدن به بافت‌های زنده معتقد است.
کشف آنزیم‌ها در آغاز سده بیستم توسط ادوارد بوخنر انجام شد که مطالعه واکنش‌های شیمیایی دگرگشت را از مطالعه زیست‌شناختی یاخته‌ها جدا کرده و آغاز زیست‌شیمی را مشخص کرده‌است. یکی از برجسته‌ترین زیست‌شیمی‌دان‌های نوین هانس آدولف کربس می‌باشد که کمک بسیار بزرگی در مطالعه دگرگشت انجام داده‌است. او چرخه اوره را کشف کرده و بعدها، با همکاری هانس کورنبرگ، چرخه سیتریک اسید و چرخه گلی‌اکسیلات را کشف کرده‌است. تحقیقات مدرن زیست‌شیمی تا حد زیادی با گسترش روش‌هایی از جمله کروماتوگرافی (سَوانِگاری)، بلورشناسی پرتو ایکس، طیف‌سنجی تشدید مغناطیسی هسته‌ای، برچسب ایزوتوپی، میکروسکوپ الکترونی و شبیه‌سازی دینامیک ملکولی پیشرفت زیادی کرده‌است. این روش‌ها کشف و تجزیه و تحلیل دقیق بسیاری از مولکول‌ها و مسیرهای متابولیکی را در سلول امکان‌پذیر کرده‌اند.